# Joël Lunell
Joël Lunell, född 30 mars 1851 i Kalmar, död 27 maj 1920 i Leeds, North Dakota, var en svensk-amerikansk läkare och botaniker.
Fadern var teologie doktor och filosofie magister och verkade som präst i Kalmar. Joël Lunell studerade medicin sex år i Uppsala. Under ferierna undervisade han i latin och musik. Efter examen skrev han flera böcker och översatte många från tyska, franska och engelska till svenska.
Han gifte sig 1884 med Emma Swenson; makarna fick sex barn. 1888 utvandrade familjen till USA, och slog sig först ned i Willow City, ett litet samhälle i North Dakota, där han verkade som läkare och postmästare.
1894 flyttade familjen till Leeds, där han fick många förtroendeuppdrag, såsom borgmästare, alderman samt i egenskap av läkare som coroner. Sin lediga tid ägnade han åt sitt stora intresse inom botanik. Lunell skapade ett herbarium som omfattade över 30 000 blad.

## Vetenskapliga namn med anknytning till Joël Lundell
- (Scrophulariaceae) Lunellia
- Antennaria lunellii
- Solidago lunellii
- Lesquerella lunelli
- Carex lunelliana
- Lysimachia lunellii

Auktorsnamnet Lunell kan användas för Joël Lunell i samband med ett vetenskapligt namn inom botaniken; se Wikipediaartiklar som länkar till auktorsnamnet.